# فرودگاه بین‌المللی سوهاج
فرودگاه بین‌المللی سوهاج (به انگلیسی: Sohag International Airport) (به زبان بومی: مطار سوهاج الدولی) یک فرودگاه همگانی با کد یاتا HMB است که یک باند فرود آسفالت دارد و طول باند آن ۳۰۰۰ متر است. این فرودگاه در شهر سوهاج کشور مصر قرار دارد و در ارتفاع ۲۶۲ متری از سطح دریا واقع شده است.

## شرکت‌های هواپیمایی و مقصدهای پروازی
| شرکت‌های هواپیمایی                       | مقصدهای پروازی                                      |
| --------------------------------------- | --------------------------------------------------- |
| ایر عربیا                               | شارجه                                               |
| ایر قاهره                               | ملکه علیا، حمد، ملک عبدالعزیز، کویت، ملک خالد، ینبع |
| AMC Airlines                            | ملک عبدالعزیز                                       |
| هواپیمایی مصر اجرا توسط اجیپت‌ایر اکسپرس | قاهره                                               |
| FlyEgypt                                | ابوظبی، ملکه علیا، کویت                             |
| فلای‌ناس                                 | ملک عبدالعزیز، ملک خالد                             |
| جزیره ایرویز                            | کویت                                                |